# Мис Фіолент (заказник)
«Мис Фіолент» (крим. Felenk burnu) — ландшафтний заказник загальнодержавного значення, розташований на Гераклейському півострові на території 
Балаклавського району Севастополя. Площа — 31,7 га. Землекористувач — Головне управління природних ресурсів та екології міста Севастополя.

## Історія
Створено згідно з Указом Президента України від 20.08.1996 № 715/96, шляхом реорганізації однойменної пам'ятки природи місцевого значення, заснованого Рішенням виконавчого комітету Кримської обласної Ради народних депутатів від 30.01.1969 № 19 / 8-67.
Після анексії Криму Росією, згідно з постановою окупаційного уряду Севастополя від 25.05.2015 № 417-ПП Про затвердження Переліку особливо охоронюваних природних територій регіонального значення, розташованих у місті Севастополі даний об'єкт є державним заказником регіонального значення.

## Опис
Парк розташований на Гераклейському півострові на південно-західному узбережжі Криму і займає однойменний мис, що омивається Чорним морем. З боку акваторії до заказника примикає гідрологічна пам'ятка природи місцевого значення «Прибережний аквальний комплекс біля мису Фіолент», площею 179,4 га.